# Vladislav Lomko

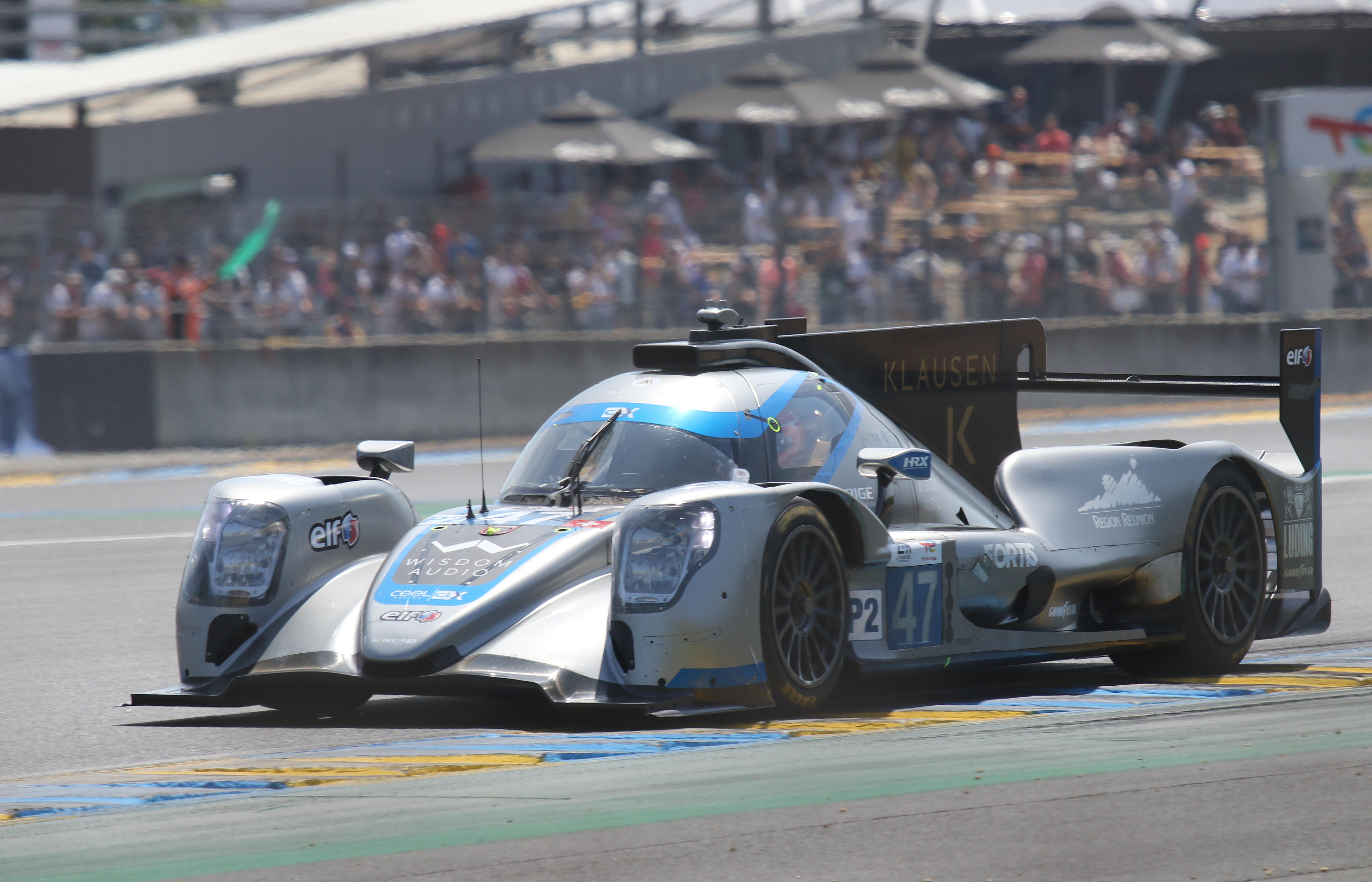
Der von Vladislav Lomko beim 24-Stunden-Rennen von Le Mans 2023 gefahrene Oreca 07

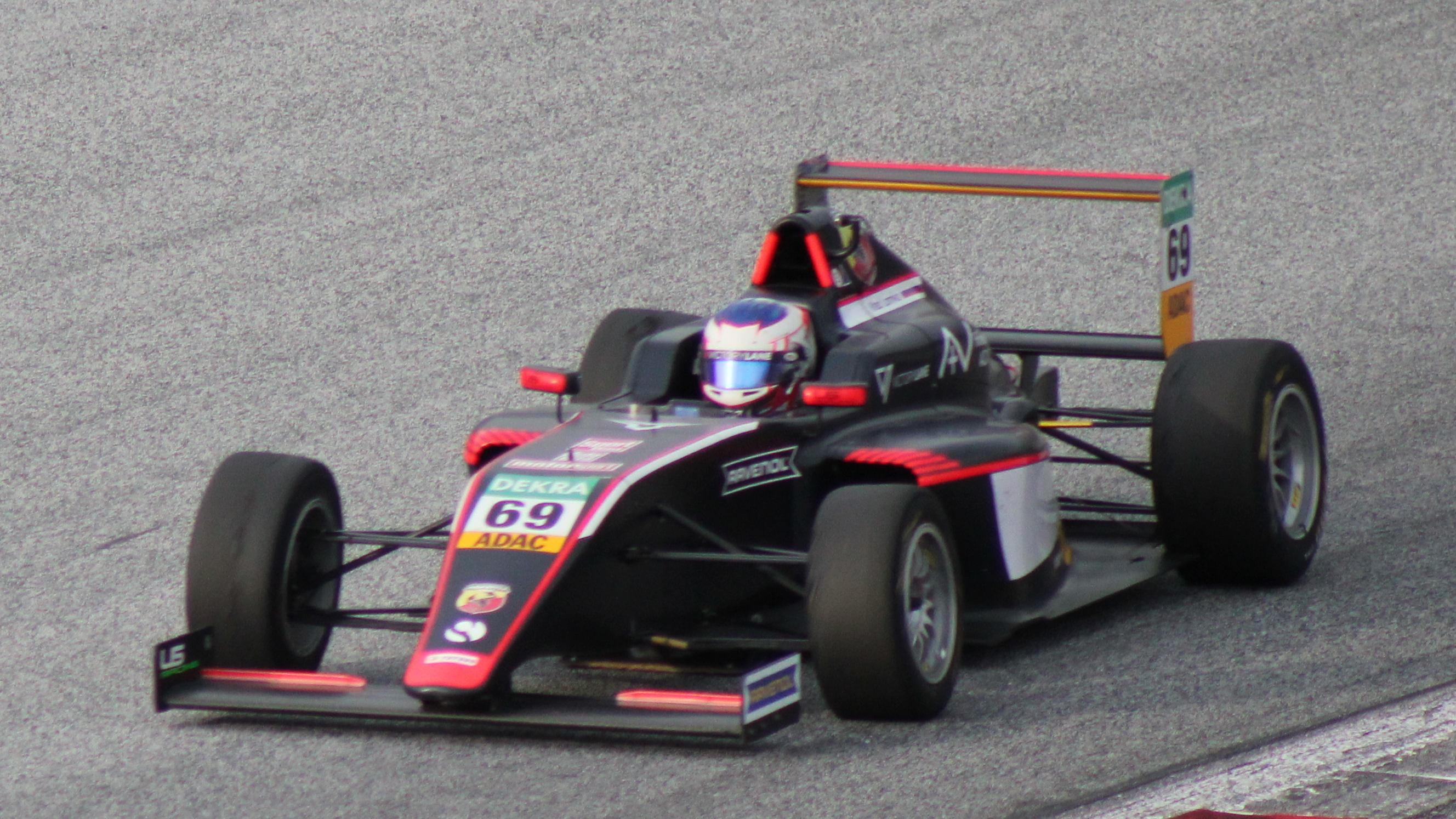
Vladislav Lomko beim Rennen der deutschen Formel-4-Meisterschaft 2021 auf dem Red Bull Ring

Vladislav „Vlad“ Lomko (russisch Владислав Ломко ‚Wladislaw Lomko‘, wiss. Transliteration Vladislav Lomko; * 27. Dezember 2004 in Nischni Tagil) ist ein russischer Autorennfahrer, der seine Rennen mit einer französischen Fahrerlizenz bestreitet.

## Karriere als Rennfahrer
Nach dem Einmarsch der Streitkräfte Russlands in die Ukraine und dem Beginn des Russisch-Ukrainischen Kriegs verhängte die Fédération Internationale de l’Automobile ein Startverbot für russische Rennfahrer und Rennteams. Im März 2022 präzisierte der Weltverband die Regelung. Ab da durften russische Rennfahrer an Rennen unter der Schirmherrschaft der FIA teilnehmen, wenn sie auf Flaggenkennung verzichten oder mit der Fahrerlizenz eines anderen Staates antreten. Vladislav Lomko startete beim 24-Stunden-Rennen von Le Mans 2023 mit einer französischen Fahrerlizenz und in der European Le Mans Series ohne Länderkennung.
Lomko kam über den Kartsport in die Formel 4, wo er 2021 an vier Meisterschaften teilnahm. Die beste Platzierung war der sechste Endrang in der deutschen Meisterschaft (Meister Oliver Bearman). 2022 wechselte er in die Euroformula Open und erreichte nach sechs Saisonsiegen hinter Oliver Goethe den zweiten Endrang. Neben seinem Debüt beim 24-Stunden-Rennen von Le Mans, das nach einem Unfall mit einem Ausfall endete, fuhr er 2023 in der European Le Mans Series.

## Statistik

### Le-Mans-Ergebnisse
| Jahr | Team                      | Fahrzeug | Teamkollege     | Teamkollege       | Platzierung | Ausfallgrund |
| ---- | ------------------------- | -------- | --------------- | ----------------- | ----------- | ------------ |
| 2023 | Cool Racing               | Oreca 07 | Reshad de Gerus | Simon Pagenaud    | Ausfall     | Unfall       |
| 2024 | Inter Europol Competition | Oreca 07 | Clément Novalak | Jakub Śmiechowski | Rang 16     |              |

### Einzelergebnisse in der FIA-Langstrecken-Weltmeisterschaft
| Saison | Team                      | Rennwagen | 1   | 2   | 3   | 4   | 5   | 6   | 7   | 8   |
| ------ | ------------------------- | --------- | --- | --- | --- | --- | --- | --- | --- | --- |
| 2023   | Cool Racing               | Oreca 07  | SEB | POR | SPA | LEM | MON | FUJ | BAH |     |
| 2023   | Cool Racing               | Oreca 07  | DNF |     |     |     |     |     |     |     |
| 2024   | Inter Europol Competition | Oreca 07  | KAT | IMO | SPA | LEM | SAO | AUS | FUJ | BAH |
| 2024   | Inter Europol Competition | Oreca 07  | 16  |     |     |     |     |     |     |     |